# Boris Solanský
Boris Solanský (rodným jménem Boris Dočekal, * 20. června 1950, Třebíč) je český novinář a spisovatel.

## Biografie
Boris Dočekal se narodil v roce 1950 v Třebíči, absolvoval obory historie a archivnictví na Masarykově univerzitě v Brně. Následně působil jako dělník, skladník, operátor a programátor. Mezi lety 1986 a 1998 pracoval na pozici redaktora v MF Dnes a posléze působil jako novinář na volné noze. Pracoval také jako nakladatele. Věnuje se psaní povídek a publicistických knih.
Je ženatý, v roce 1974 si vzal manželku Hanu, má dvě děti.